# Martella lineatipes
Martella lineatipes är en spindelart som beskrevs av Pickard-Cambridge F. 1900. Martella lineatipes ingår i släktet Martella och familjen hoppspindlar. Inga underarter finns listade i Catalogue of Life.